# Pteropus samoensis
Pteropus samoensis, también llamado zorro volador de Samoa, es una especie de murciélago frugívoro que pertenece a la familia Pteropodidae. Habita en el archipiélago de Samoa y Fiyi, donde se le conoce como pe'a y pe'a vao. Su área natural de distribución corresponde a regiones de clima tropical, bosques secos subtropicales o bosques lluviosos tropicales. La especie está amenazada por la desaparición progresiva de su hábitat. Pteropus samoensis tiene un peso de alrededor de 450 g y una envergadura de 86 cm. Es una especie de hábitos diurnos, su mayor actividad es a primeras horas de la mañana o últimas horas de la tarde.